# Madérisation

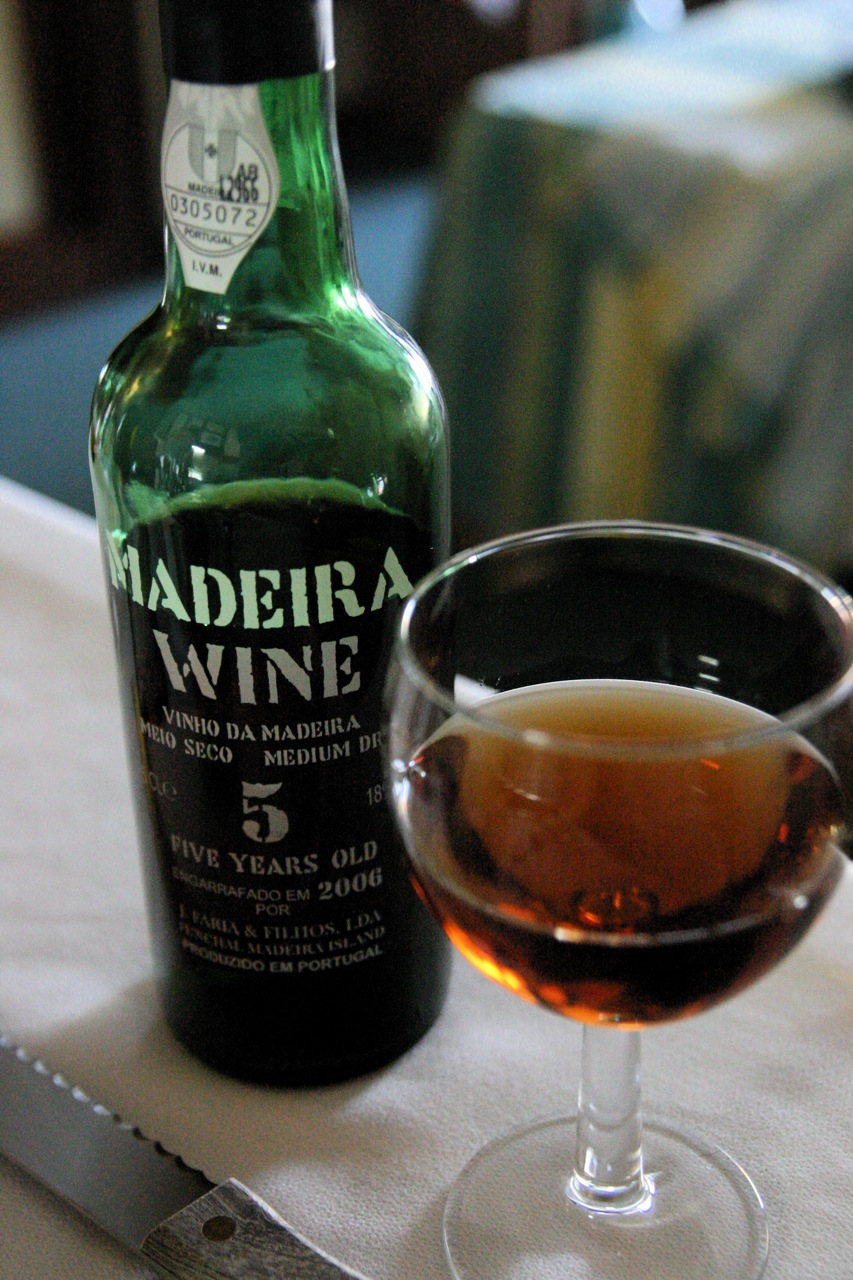
Bouteille et verre de vin de Madère.

La madérisation est une transformation d'un vin qui peut se produire spontanément en générant un arôme de rancio. Pour le Madère, elle est provoquée volontairement en chauffant un vin très riche en tanins en présence d'air. Il se produit une oxydation, qui donne à ce vin son goût caractéristique, et qui change sa couleur. Les vins blancs madérisés prennent une couleur dorée ou ambrée et les rouges une couleur de brique. Bien qu'en général cette transformation soit indésirable, elle est recherchée pour le vin de Madère et les rancios (dont le vin de voile).